# Ismael Blanco
Ismael Blanco, né le 19 janvier 1983 à Santa Elena, était un footballeur professionnel argentin. Il jouait au poste d'attaquant.

## Carrière en club

### Amérique du Sud
Blanco commence sa carrière professionnelle en 2002 avec le club argentin du CA Colón de Santa Fe. Il est assez performant jusqu'à une grave blessure au genou survenue en 2004.
Ayant perdu sa place en équipe première à la suite de cet arrêt, il est ensuite prêté en janvier 2005 au Club Libertad, au Paraguay, où il participe à la Copa Libertadores 2005, marquant 2 buts malgré l'élimination de l'équipe dans le groupe 1.
À la fin du prêt, il retourne en Argentine en juin et est de nouveau prêté à un autre club argentin, Olimpo, qui descend en deuxième division à la fin de la saison. Il réussit grâce à ses nombreux buts (30 en 37 matchs) à faire remonter le club parmi l'élite en remportant les tournois Ouverture et Clôture de Primera B. Blanco est également le meilleur buteur de chacun des 2 tournois (Ouverture 18 buts, Clôture 11 buts). Il repart de nouveau à Colón à la fin de son prêt, durant l'été 2007. 

### Europe
Le 10 août 2007, Ismael Blanco est prêté à l'AEK Athènes pour un montant de 850 000€, avec une clause libératoire d'1,5 M€. Le désir de montrer son talent en Europe et l'opportunité de jouer aux côtés de la légende brésilienne, Rivaldo ont été les raisons principales de cette décision. Il obtient sa première titularisation lors d'un match de la Coupe UEFA 2007-2008, face à Red Bull Salzbourg, le 20 septembre 2007. Il débute ensuite en SuperLeague grecque, face au club d'Atromitos FC, où il marque les 2 buts de son équipe (victoire finale 2-0). Son seul but de la saison en Coupe d'Europe est marqué le 23 février 2008, face au club espagnol de Getafe, où il marque le but du 1-1 grâce à un retourné à la 94e minute. Blanco termine meilleur buteur du championnat de Grèce, avec un total de 19 buts en 30 matchs (plus un en play-offs du championnat). Sa brillante saison amène l'AEK Athènes à lever l'option d'achat et à faire signer le joueur de façon définitive, le 28 avril 2008.
Blanco commence sa deuxième saison de la même manière en marquant le but de la victoire sur penalty, face au Panathinaikos, dans le premier derby de la saison. Il annonce à la presse qu'il n'a pas l'intention de quitter le club et souhaite jouer en Grèce pendant plusieurs années. Blanco conserve son titre de meilleur buteur (qu'il partage avec son compatriote Luciano Galletti), avec un total de 14 buts en 30 matchs (et 3 autres lors des 4 matchs de play-offs).
Le 16 juillet 2012, Ismael Blanco s'engage avec le club de Munich 1860 qui évolue en deuxième division allemande.

## Palmarès

### Collectif
- Vainqueur du tournoi d'ouverture de Nacional B (D2 argentine) : 2006
- Vainqueur du tournoi de clôture de Nacional B : 2007
- Vainqueur de la Coupe de Grèce : 2011

### Individuel
- Meilleur buteur du tournoi d'ouverture de Nacional B : 2006
- Meilleur buteur du tournoi de clôture de Nacional B : 2007
- Meilleur buteur du championnat de Grèce : 2008 (19 buts) et 2009 (14 buts)
- Meilleur footballeur étranger du championnat de Grèce : 2008